# Гай Атей Капитон (юрист)
Гай Ате́й Капито́н (лат. Gaius Atteius Capito; умер в 22 году, Рим, Римская империя) —древнеримский писатель и государственный деятель времён правления Августа, а также знаменитый юрист.

## Биография
Он был сыном претора Луция Аттея Капитона и правнуком центуриона армии Суллы. Капитон проявлял лояльность и уступчивость по отношению к императорам своего времени и благодаря этому пользовался их благосклонностью. Известно, что соперничал с другим выдающимся юристом своего времени Антистием Лабеоном. В 17 до н. э. по запросу Августа Капитон дал юридическое разъяснение о пророчестве Сивиллы, которое касалось Секулярных игр. В 5 году он был назначен консулом-суффектом. Император Август содействовал назначению Капитона прежде его соперника Лабеона, который, по всей видимости, был старшим претором. С 13 года Капитон — куратор водопроводов. Спустя два года Капитон был назначен куратором берегов и русла Тибра. Он вместе со своим коллегой Аррунцием внёс в сенат предложение запрудить притоки Тибра, но в связи с протестами муниципиев и колоний оно было отклонено. Возможно его приёмным сыном был сын Сеяна Гай Атей Капитон Элиан. Капитон умер в 22 году.
Атей Капитон был весьма уважаем современниками; он был основателем «школы» сабинианцев (по имени Массурия Сабина, вероятно, ученика Атея Капитона), соперничавшей со «школой» прокулианцев, основание которой приписывается Лабеону. Хотя после смерти Атея Капитона о нём очень быстро забыли, его произведения долго пользовались известностью, главным образом у лексикографов, таких как Секст Помпей Фест, Веррий Флакк. Среди утраченных сочинений Атея Капитона нужно назвать «Разнородные заметки» по меньшей мере в 9 книгах, в состав которых входил раздел под названием «Об исполнении сенаторских обязанностей», а также «Об уголовных процессах», «О священном праве» в 7 книгах. Сохранившиеся цитаты говорят о правах авгуров. До наших дней дошло множество фрагментов из его сочинений.